# Antonio Landi (fotógrafo)

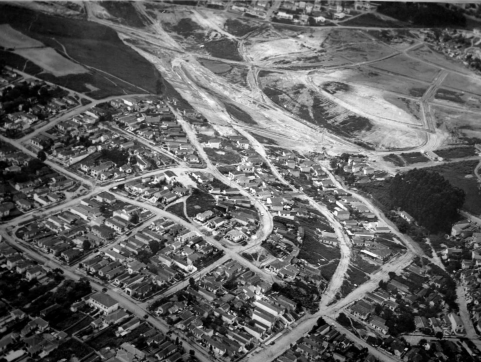
Foto do bairro Vila Madalena, por Antonio Landi

Antonio Landi (1924—1954) foi um aviador conhecido por fazer importantes registros fotográficos da Vila Madalena e as regiões próximas com um avião Teco-Teco que ele alugava no Campo de Marte. Atualmente, seu acervo está sob os cuidados de sua filha, Rosa Aparecida Landi.